# Papilio thuraui
Papilio thuraui is een vlinder uit de familie van de pages (Papilionidae). De wetenschappelijke naam van de soort is voor het eerst geldig gepubliceerd in 1900 door Ferdinand Karsch. De soort werd gevonden in Duits-Oost-Afrika. Karsch noemde de soort naar F. Thurau, die de specimens van Lepidoptera in het Museum für Naturkunde in Berlijn prepareerde.